# Kanton Tournon-sur-Rhône
Tournon-sur-Rhône is een kanton van het Franse departement Ardèche. Het kanton maakt deel uit van het arrondissement Tournon-sur-Rhône.

## Gemeenten

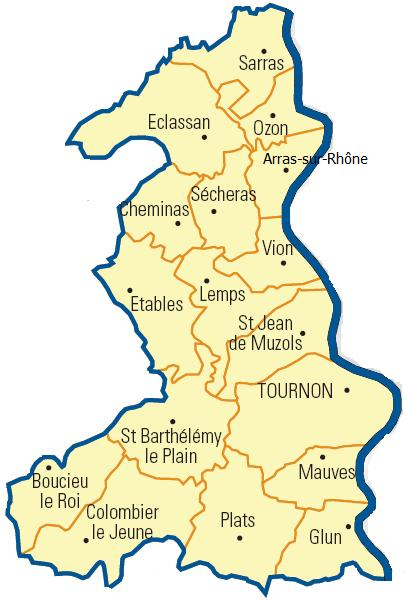
Ligging van gemeenten in het kanton vóór 2015

Het kanton Tournon-sur-Rhône omvatte tot 2014 : 17 gemeenten.
Bij de herindeling van de kantons door het decreet van 13 februari 2014, met uitwerking op 22 maart 2015, werden de gemeenten :
- Arras-sur-Rhône
- Eclassan
- Ozon
- Sarras

opgenomen in het nieuwe kanton Sarras.
Volgende gemeenten bleven in het kanton behouden : 
- Boucieu-le-Roi
- Cheminas
- Colombier-le-Jeune
- Étables
- Glun
- Lemps
- Mauves
- Plats
- Saint-Barthélemy-le-Plain
- Saint-Jean-de-Muzols
- Sécheras
- Tournon-sur-Rhône (hoofdplaats)
- Vion